# Hynko (biskup włodzimierski)
Hynko (zm. 11 stycznia 1387) – duchowny rzymskokatolicki. W 1371 mianowany biskupem włodzimierskim. W 1373 zrezygnował z biskupstwa obejmując sufraganię praską.